# Castillo de San Cristóbal (Santa Cruz de Tenerife)

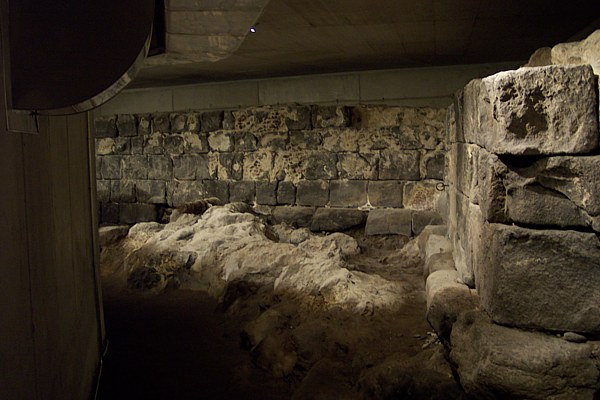
Castillo de San Cristóbal

O Castillo de San Cristóbal era uma fortaleza localizada na cidade de Santa Cruz de Tenerife (Ilhas Canárias, Espanha). Foi a primeira fortificação principal da ilha de Tenerife e do castelo principal para defender a baía de Santa Cruz. No momento, há apenas algumas paredes do edifício original, localizada em um túnel subterrâneo da Praça de Espanha. Sua construção começou em 1575 e terminou 20 de janeiro de 1577.
De 28 de junho de 2006, devido à reestruturação da Praça de Espanha, ter encontrado alguns vestígios do antigo castelo. Eles já foram incorporados no túnel sob a praça e ali exposta como um museu.